# Mosquée Mufti-Djari
La mosquée Mufti-Djari  est un bâtiment religieux en Crimée. Fondée en 1637 ; elle se trouve à Théodosie en Crimée.
Elle a été une église arménienne pendant l'Empire russe. C'est un bâtiment classé au registre national des monuments d'Ukraine et en Russie.

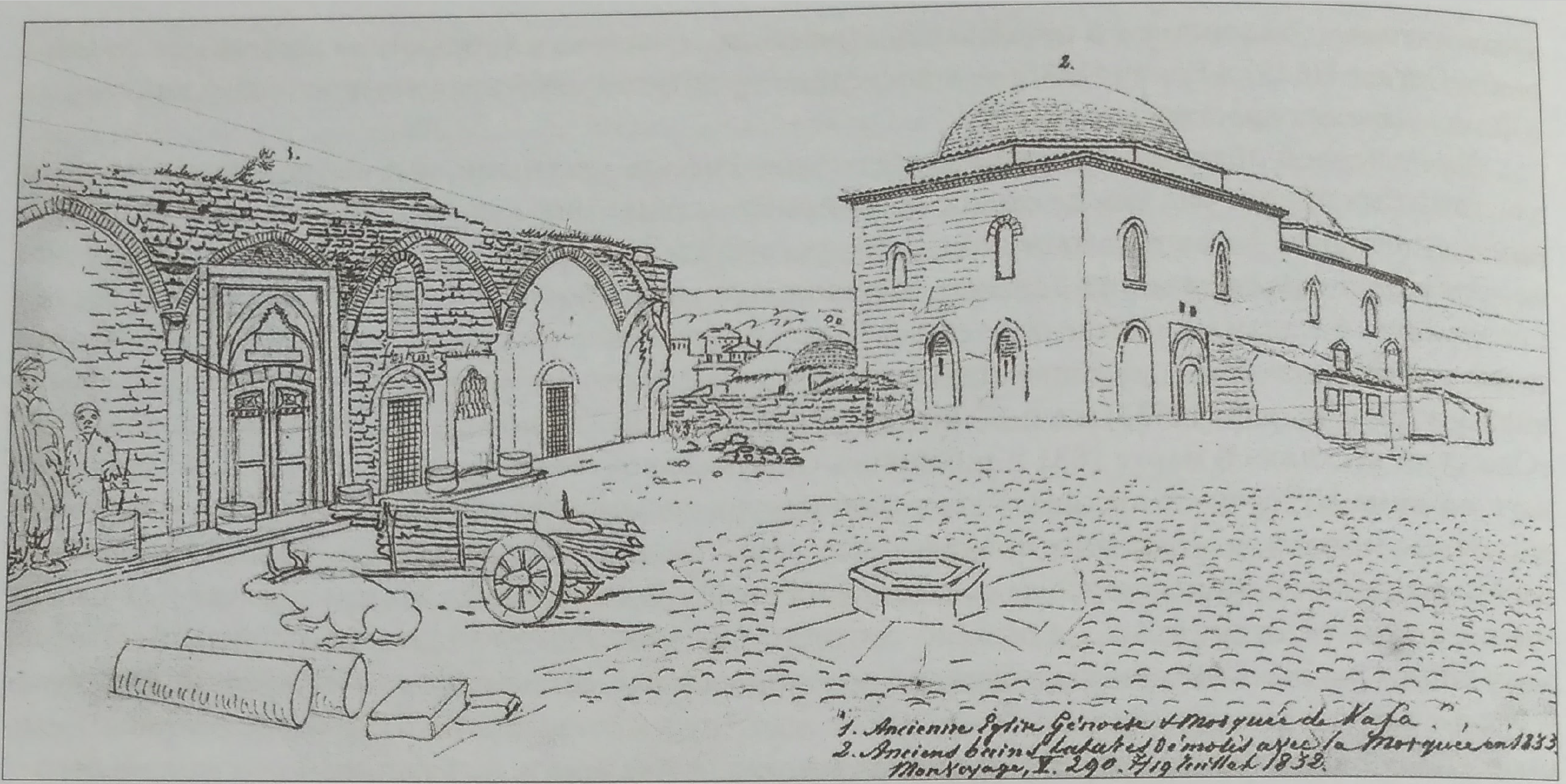
1843 par Frédéric DuBois de Montperreux.
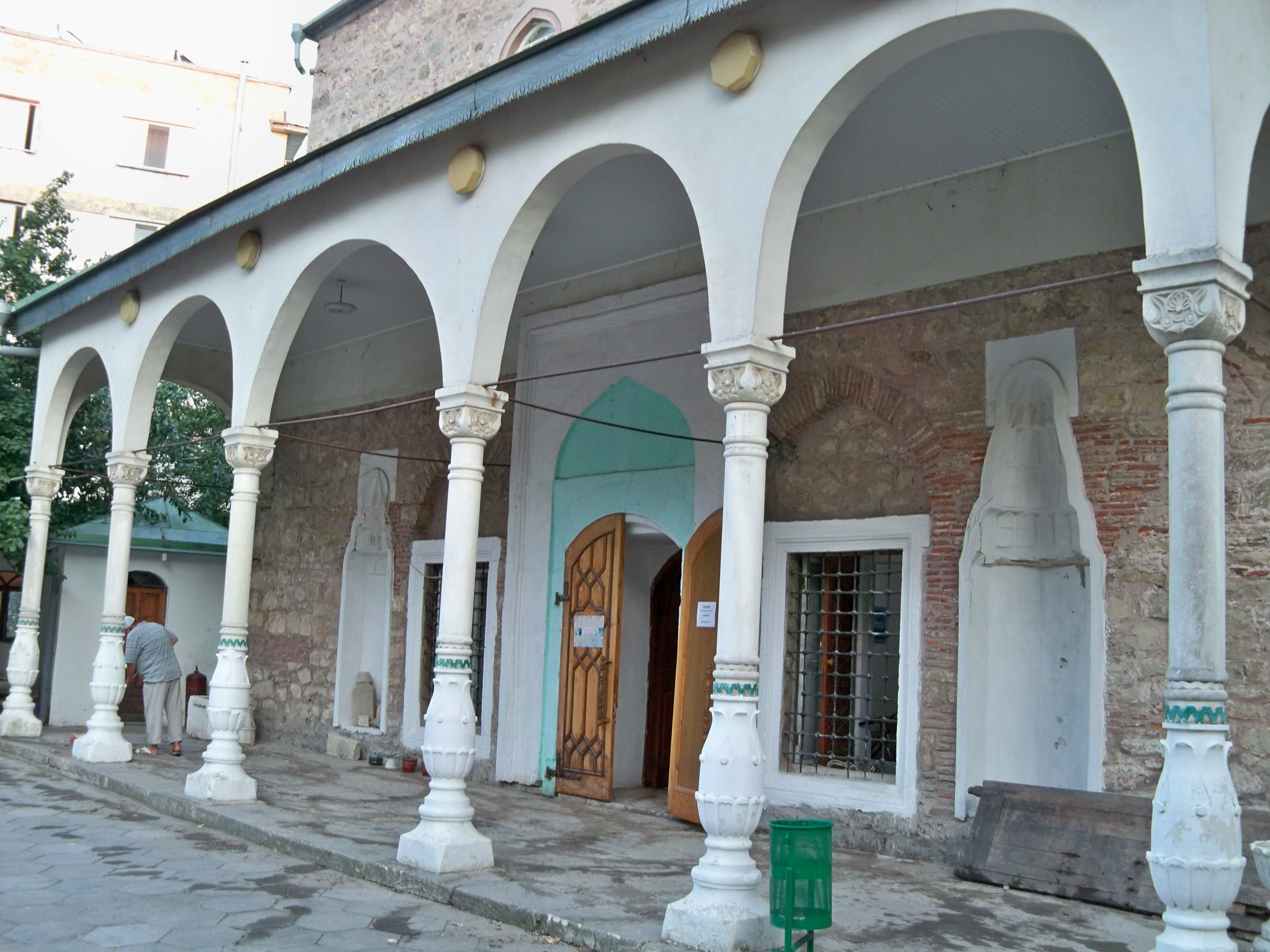
intérieur
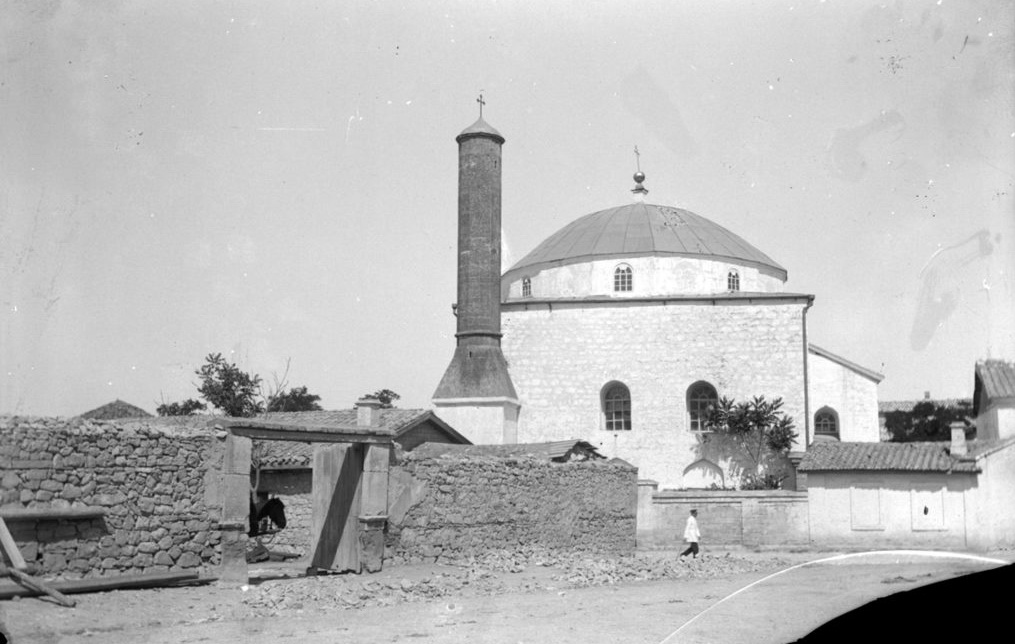
en 1897.